# Richard Sherman (fútbol americano)
Richard Kevin Sherman (nacido el 30 de marzo de 1988) es un exjugador estadounidense profesional de fútbol americano que jugaba en la posición de cornerback.

## Biografía
Sherman asistió a Dominguez High School, donde comenzó a practicar fútbol americano y atletismo. En 2005, su año sénior, consiguió 1030 yardas, incluyendo 28 capturas para 870 yardas y tres retornos para touchdown.
Tras su paso por el instituto, Sherman decidió matricularse en la Universidad Stanford, donde jugó para los Cardinal de 2006 a 2010. Allí comenzó jugando como wide receiver, liderando el equipo en recepciones como freshman, siendo nombrado Freshman All-American.

## Carrera

### Seattle Seahawks

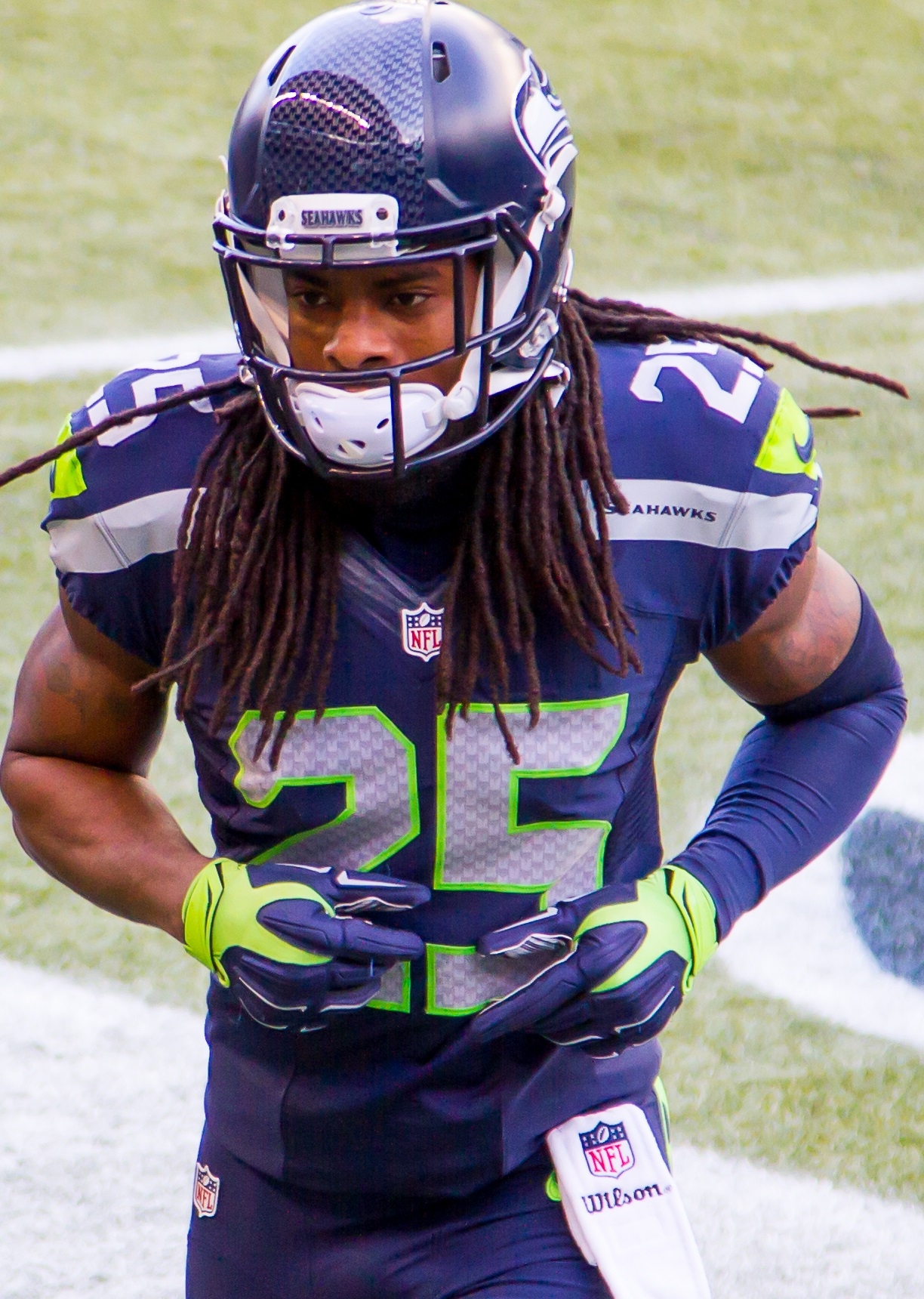
Sherman con los Seahawks en 2015.

Sherman fue seleccionado por los Seattle Seahawks en la quinta ronda (puesto 154) del draft de 2011.
En mayo de 2014, Sherman se convirtió en uno de los mejores defensores mejor pagados de la liga, al renovar con los Seahawks por $57.4 millones, siendo $30 millones garantizados.
Con los Seahawks, Sherman ganó tres títulos de división, dos campeonatos de la NFC consecutivos y llegó a dos Super Bowls consecutivos (XLVIII y XLIX), ganando el primero ante los Denver Broncos 43-8, y perdiendo el segundo frente a los New England Patriots por 28-24.

### San Francisco 49ers
El 10 de marzo de 2018, Sherman firmó un contrato de 3 años por $39 millones con los 49ers.

## Vida personal
Sherman tiene una fuerte personalidad y es conocido por ser uno de los jugadores que más usaba el trash-talk. Este hecho (también en lo deportivo) le convirtió en uno de los jugadores más populares de la NFL.
El 5 de febrero de 2015, cuatro días después de perder el Super Bowl XLIX, la novia de Sherman, Ashley Moss, dio a luz a su primer hijo, Rayden. Ambos se casaron en junio de 2015. El 16 de abril de 2016, la pareja tuvo su segundo hijo; una hija: Avery.

## Estadísticas

### Temporada regular
|  | Seleccionado al Pro Bowl |

| Año   | Equipo | Juegos | Juegos | Tacleadas | Tacleadas | Tacleadas | Tacleadas | Intercepciones | Intercepciones | Intercepciones | Intercepciones | Intercepciones | Intercepciones | Balones sueltos | Balones sueltos | Balones sueltos | Balones sueltos |
| Año   | Equipo | GP     | GS     | Comb      | Total     | Ast       | Sck       | PDef           | Int            | Yds            | Avg            | Lng            | TDs            | FF              | FR              | Yds             | TDs             |
| ----- | ------ | ------ | ------ | --------- | --------- | --------- | --------- | -------------- | -------------- | -------------- | -------------- | -------------- | -------------- | --------------- | --------------- | --------------- | --------------- |
| 2011  | SEA    | 16     | 10     | 55        | 47        | 8         | 0.0       | 17             | 4              | 45             | 11.3           | 33             | 0              | 1               | 0               | --              | --              |
| 2012  | SEA    | 16     | 16     | 65        | 54        | 11        | 1.0       | 24             | 8              | 57             | 7.1            | 29             | 1              | 3               | 1               | 0               | 0               |
| 2013  | SEA    | 16     | 16     | 48        | 38        | 10        | 0.0       | 16             | 8              | 125            | 15.6           | 58             | 1              | 0               | 2               | 0               | 0               |
| 2014  | SEA    | 16     | 16     | 57        | 45        | 12        | 0.0       | 8              | 4              | 81             | 20.3           | 53             | 0              | 1               | 0               | --              | --              |
| 2015  | SEA    | 16     | 16     | 50        | 33        | 17        | 0.0       | 14             | 2              | 30             | 15.0           | 26             | 0              | 0               | 0               | --              | --              |
| 2016  | SEA    | 16     | 16     | 58        | 38        | 20        | 0.0       | 13             | 4              | 37             | 9.3            | 31             | 0              | 0               | 1               | 14              | 0               |
| 2017  | SEA    | 9      | 9      | 35        | 25        | 10        | 0.0       | 7              | 2              | 20             | 10.0           | 19             | 0              | 0               | 1               | 0               | 0               |
| 2018  | SF     | 14     | 14     | 37        | 30        | 7         | 1.0       | 4              | --             | --             | --             | --             | --             | 0               | 1               | 0               | 0               |
| 2019  | SF     | 15     | 15     | 61        | 48        | 13        | 0.0       | 11             | 3              | 65             | 21.7           | 31             | 1              | 0               | 0               | --              | --              |
| 2020  | SF     | 5      | 5      | 18        | 16        | 2         | 0.0       | 1              | 1              | 18             | 18.0           | 18             | 0              | 0               | 0               | --              | --              |
| Total | Total  | 139    | 133    | 484       | 374       | 110       | 2.0       | 115            | 36             | 478            | 13.3           | 58             | 3              | 5               | 6               | 14              | 0               |

Fuente: Pro-Football-Reference.com